# Cristina Durán Costell
Cristina Durán Costell   (València, 1970) és una il·lustradora i dibuixant. Les seues obres des d'Una posibilidad entre mil han estat plenes de comentaris socials.
El 2019 fou guardonada amb el Premi Nacional del Còmic per la novel·la gràfica El día 3, sobre l'accident de metro a València del 2006. El còmic, basat en el llibre d'investigació de Laura Ballester, és una crònica del drama social «des del respecte» i amb una narrativa que sap equilibrar «l'emoció, l'excel·lència gràfica i l'ús de potents metàfores visuals», tal com va destacar el jurat encarregat d'atorgar el premi.

## Biografia
És llicenciada per la facultat de Belles Arts de València amb especialitat en dibuix. Mentre estudiava va crear el fanzine No Aparcar Llamo GRUA amb Miguel Ángel Giner, Robin i Alberto Botella. Posteriorment, l'any 1993 els quatre van crear l'empresa LaGRUAestudio, dedicada a la il·lustració de llibres i publicitària, el còmic i l'animació. Va treballar perquè l'Associació Professional d'Il·lustradors de València (APIV) reprengués la seva activitat l'any 1997 i va ser-ne presidenta entre els anys 2005 i 2009. També ha estat membre de la Junta Directiva de la Federación de Asociaciones de Ilustradores Profesionales (FADIP) i de la junta fundadora del European Illustrators Forum (EIF).
La seva primera novel·la gràfica amb Miguel Ángel Giner, Una posibilidad entre mil va ser publicada l'any 2009 per Ediciones Sinsentido. Des d'aquesta publicació les seues obres han sigut una mena d'activisme on tracta de mostrar comentaris sobre assumptes socials. El setembre de 2011 se'n va publicar la tercera edició ampliada i amb un pròleg d'Eduard Punset. Durán i Giner Bou narren els tres primers anys de vida de la seva filla Laia, que passa entre hospitals i centres de rehabilitació. El mateix any van publicar Boja per tu, còmic editat pel Ministeri de Sanitat, Política Social i Igualtat. L'any 2012 es va publicar La máquina de Efrén, la segona part de la història que relata el procés d'adopció del segon fill de la parella. També ha participat amb historietes curtes a publicacions com Usted está aquí, Arròs negre i Cómic 21. A més, és professora del Màster en disseny i il·lustració de la facultat de Belles Arts de València. La darrera historieta publicada és El bote de mermelada, inclòs en el projecte Viñetas de vida impulsat per Intermon Oxfam en el que hi col·laboren una desena d'autors espanyols. Per a salvar dos obres basades en experiències dels autors per la desaparició de l'editorial que les havia publicat, publicà Astiberri el 2017 les obres Una posibilidad entre mil i La máquina de Efrén baix un sol volum titulat Una posibilidad.
El 2016 va realitzar la seua primera exposició individual.

## Guardons i nominacions
- Guanyadora del Concurs Nacional de Còmic d'Alaquàs l'any 1997[15]
- Guanyadora del Premi Mejor Dibujante Murcia Joven 98
- Guanyadora del Certamen INJUVE€[5]
- Nominada al 1r Trophée "Les Bds qui font la différence sur les personnes en situation de handicap" de l'associació Sans Tambour ni Trompette i el Festival International de la Bande Dessinée d'Angoulême per Una posibilidad entre mil (2011)[16]
- Premi Turia a la millor contribució cultura del còmic per Una posibilidad entre mil i La máquina de Efrén (2012)[17]
- Medalla de Plata Honorífica de Benetússer (2014)[18]
- Premi Flash-Back per Una posibilidad entre mil i La màquina de Efrén (2013)[19]
- Finalista als Premios de la Crítica Dolmen en les categories de millor obra nacional i millor guió per La máquina de Efrén (2012)[20]
- Nominada a millor obra d'autor espanyol al 31è Saló Internacional del Còmic de Barcelona per La máquina de Efrén (2013)[21]
- Premi Ciutat de Palma de Còmic 2016 per El día 3[22]
- Primer Premi pel Cartell Dia Internacional de la Dona, atorgat per la Generalitat Valenciana, el 2016.[5]
- Premi Nacional del Còmic de 2019 per la novel·la gràfica El día 3.[23]
- Filla predilecta de València el 2021.[24]

## Obres
- Una posibilidad entre mil amb Miguel Ángel Giner (Sins Entido,[25] 2009)[9]
- Boja per tu Arxivat 2015-04-20 a Wayback Machine. amb Miguel Ángel Giner (2011)[9]
- La máquina de Efrén amb Miguel Ángel Giner (Sins Entido,[25] 2012)[9]
- El Segle d'Or Valencià amb Miguel Ángel Giner (2014)[26]
- Obreras[27] a l'obra Enjambres (2014)[28]
- Ondas en el río i El bote de mermelada[29] amb Miguel Ángel Giner[30] a l'obra col·lectiva Viñetas de vida d'Oxfam Intermón[31] (2a edició de l'editorial Astiberri[32]) Disponible a l'aplicació gratuïta del mòbil COMIC ON TOUR.[33][25]
- Cuando no sabes qué decir amb Miguel Ángel Giner[34] (Salamandra Graphic,[25] 2015)[35]
- Col·lecció de contes Els amics dels monstres (Andana[36]) com a il·lustradora[37]
- Vicente Blasco Ibáñez. Una vida apasionante amb Miguel Ángel Giner (Ajuntament de València, 2017)[38]
- El día 3 amb Miguel Ángel Giner i Laura Ballester (Astiberri, 2018)[39]
- El Caballero Nacho y el dragón ruidoso (Sargantana, 2019), amb Rafa Soler com a autor[40]